# 202704 Utena
202704 Utena este un asteroid din centura principală de asteroizi.

## Descriere
202704 Utena este un asteroid din centura principală de asteroizi. A fost descoperit pe 14 aprilie 2007 la Moletai de Kazimieras Černis și Justas Zdanavičius. Asteroidul prezintă o orbită caracterizată de o semiaxă mare de 2,21 ua, o excentricitate de 0,07 și o înclinație de 6,2° în raport cu ecliptica.